# Tres Algarrobos
Tres Algarrobos – miejscowość argentyńska leżąca w Partido Carlos Tejedor (powiat Carlos Tejedor) w prowincji Buenos Aires.
Tres Algarrobos założone zostało 17 sierpnia 1901 roku. Według spisu z 2001 roku zamieszkane było przez 2994 ludzi.